# Aleksandra Apanovitj
Aleksandra Apanovitj, född den 6 december 1969, är en sovjetisk kanotist.
Hon tog bland annat VM-brons i K-1 200 meter i samband med sprintvärldsmästerskapen i kanotsport 1989 i Plovdiv.